# Chokri
Pour les articles homonymes, voir Chokri (homonymie).
Le monastère de Chokri  est un monastère du Bouddhisme tibétain situé dans le Kham, le Tibet oriental.

## Histoire du Monastère
Dagsay Rinpoché, après qu’il a été reconnu comme la 5e réincarnation de Dagsay Rinpoché, un Tulku a été transféré au monastère de Chokri.
Dagsay Rinpoché et son épouse se sont enfuis du Tibet en 1959 pour l’Inde après le soulèvement tibétain de 1959, échappant aux mauvais traitements infligés par l'armée chinoise envers les moines tibétains. La Suisse a recueilli vers 1965 environ un millier de réfugiés tibétains. En 1965, le 14e Dalaï Lama a demandé à Dagsay Rinpoché de se rendre en Suisse pour servir de lama à un groupe d'un millier de réfugiés tibétains.
Le monastère de Chokri au Tibet a été endommagé sous l'occupation chinoise. La Suisse coordonne la restauration du monastère.

## Troubles au Tibet en 2008
Au cours des troubles au Tibet en 2008, un moine de Chokri a été abattu par l'armée chinoise et un autre grièvement blessé par un tir dans les reins lors d’une manifestation le 24 mars 2008 où se sont jointes 200 nonnes du monastère Ngang-Khong, 150 nonnes de Khasum et 200 moines de Chokri.